# Asta
Asta là chi thực vật có hoa trong họ Cải.